# 労春燕
労 春燕（ろう しゅんえん、1972年11月30日 - ）は、中華人民共和国の司会者、ニュースキャスター。浙江省紹興県出身。

## 経歴
1972年11月30日、浙江省紹興県で生まれる。1990年、労春燕大学入試の時に紹興市の文科の状元で、浙江省の文科の第4位の優秀な成績は復旦大学の新聞系に合格し、2003年1月にまた復旦大学で経済学の修士の学位を得る。1993年に卒業して上海電視台の編集記者に配属。1995年、『新聞透視』で初めてニュースキャスターを務める。1998年は、上海衛視『星期視点』の司会を務めた。2006年、労春燕は東方衛視を離れて、中国中央電視台に入り、法制情報番組『中国法治報道』の司会を務める。

## 家族
- 夫：裘正義
- 息子：阿宝

## テレビ番組

### 上海電視台
- 『今日報道』
- 『新聞透視』
- 『人在上海』

### 中国中央電視台
- 『中国法治報道』
- 『大家看法』
- 『環球視線』
- 『中国新聞』
- 『東方時空』
- 『新聞1+1』
- 『焦点訪談』

## 栄典
- 2013年、金話筒賞。